# Rudolf Wild
Rudolf Wild (Wiesloch, Baden, 25 de fevereiro de 1904 – Eppelheim, 16 de setembro de 1995) foi um empresário alemão e fundador da WILD, um produtor de ingredientes naturais para produtos alimentícios e bebidas.

## Biografia
Depois de estudar química em Heidelberg, Frankfurt e Freiburgo, em 1931, Rudolf Wild fundou sua primeira empresa - Zick Zack Werk Rudolf Wild. Ele estabeleceu a meta de produzir materiais básicos para bebidas não-alcoólicas usando apenas matérias-primas naturais.
Ele apresentou a primeira bebida completamente livre de álcool natural, sem aromatizantes artificiais, conservantes ou corantes sob a marca Libella na feira Interbrau em 1951. Embora Rudolf Wild inicialmente tenha recebido uma resposta cética dos clientes, sua filosofia acabou ganhando reconhecimento como um produto de qualidade. característica em toda a indústria de bebidas e alimentos.
Sob sua liderança, a WILD se transformou em uma empresa internacional. A empresa agora pertence e é operada por um de seus filhos, Hans-Peter Wild.

## Envolvimento social
Rudolf Wild concentrou-se no bem-estar de seus funcionários, ao mesmo tempo em que apoiava os cidadãos de Eppelheim, sua cidade natal - por exemplo, com sua generosa doação para a construção de um centro comunitário.

## Prêmios
Em 1979, Rudolf Wild foi nomeado o primeiro cidadão honorário do distrito de Eppelheim em reconhecimento dos seus serviços para os cidadãos e para o distrito. Ele também foi premiado com a Medalha Stauffer, o maior prêmio do estado de Baden-Württemberg, no mesmo ano.
Rudolf Wild recebeu a medalha honorária da Universidade Ruprecht-Karls Heidelberg por seus muitos anos de apoio à universidade, tanto financeiramente quanto em geração de idéias, e tornou-se membro honorário em 1994. A Maison Internationale des Intellectuels (MIDI) concedeu a Rudolf Wild a honra do senador h. c. em 1985.
Para comemorar seu 85º aniversário em 1989, Rudolf Wild recebeu o Verdienstkreuz mit Stern (Grande Cruz de Mérito com Estrela) pelo trabalho de sua vida pelo então Ministro de Baden-Württemberg, Lothar Späth. O Ordem do Mérito da República Federal da Alemanha é o maior prêmio emitido pela República Federal da Alemanha.

## Ligações Externas
- Página da web WILD